# Adalberto Donadelli Júnior
Adalberto Donadelli Júnior (ur. 26 grudnia 1974 w Paranavaí) – brazylijski duchowny katolicki, biskup Rio do Sul od 2024.

## Życiorys
16 października 2004 otrzymał święcenia kapłańskie i został inkardynowany do diecezji Joinville. Pracował głównie jako duszpasterz parafialny. W latach 2006–2008 był rektorem niższego seminarium, w latach 2011–2017 pełnił tę samą funkcję w części teologicznej seminarium w Florianópolis, a w latach 2019–2024 kierował filozoficzną częścią seminarium w Brusque.
7 czerwca 2024 papież Franciszek mianował go biskupem diecezji Rio do Sul. 
10 sierpnia 2024 otrzymał święcenia biskupie w Kościele Matki Boskiej Nieustającej Pomocy w Joinville, których mu udzielił biskup Francisco Carlos Bach.  